# Nogna
Nogna is een gemeente in het Franse departement Jura (regio Bourgogne-Franche-Comté) en telt 227 inwoners (2004). De plaats maakt deel uit van het arrondissement Lons-le-Saunier.

## Geografie
De oppervlakte van Nogna bedraagt 6,2 km², de bevolkingsdichtheid is 36,6 inwoners per km².

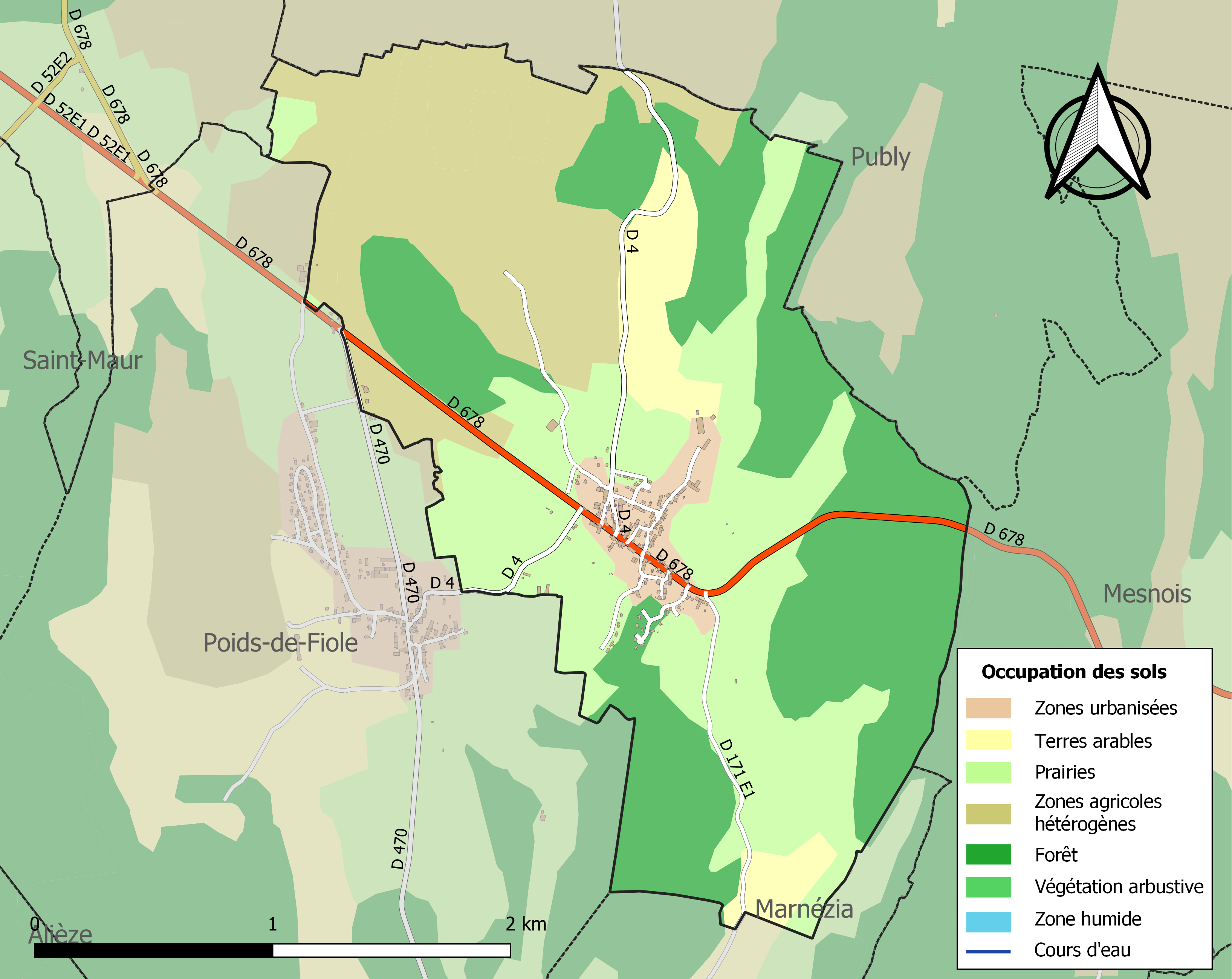
Kaart van de belangrijkste infrastructuur, bodemgebruik en omliggende gemeenten

## Demografie
Onderstaande figuur toont het verloop van het inwonertal (bron: INSEE-tellingen).